# 君を待つ間
「君を待つ間」（きみをまつあいだ）は、GRAPEVINEの2枚目のシングルである。1998年4月1日発売。

## 解説
- 前作から約4ヶ月後のリリース。アルバム『退屈の花』の先行シングル。
- 2000年3月15日に「そら」と共にマキシシングルとして再発された。
- 表題曲と、3曲目の「SOUL FOUNDATION」は、メジャーデビュー以前にインディーズで発表したシニカルクランプとのスプリットシングル「Hybrid soup」に収録されているものとは別バージョンである。

## 収録曲
1. 君を待つ間(作詞:田中和将/作曲:亀井亨)
TBS「COUNT DOWN TV」1998年4月エンディングテーマ。亀井がバンドで初めて作曲した曲である。
2. BALLGAG(作曲:田中和将)
インスト曲
3. SOUL FOUNDATION(作詞/作曲:田中和将)
インディーズの時から存在した曲である。